# Fundo de Perdas e Danos
O Fundo de Perdas e Danos é um mecanismo de financiamento climático dentro do marco da Convenção-Quadro das Nações Unidas sobre a Mudança do Clima (CQNUMC ou, na sigla em inglês, UNFCCC) destinado a proporcionar apoio financeiro aos países vulneráveis mais afetados pela mudança climática,  incluindo aí tanto os fenômenos extremos quanto os de evolução lenta.
O Fundo foca em preencher lacunas prioritárias no cenário atual de instituições que financiam atividades relacionadas à resposta a perdas e danos, sejam elas globais, regionais ou nacionais. Portanto, seu objetivo é fornecer suporte complementar e adicional, bem como melhorar a velocidade e a adequação do acesso ao financiamento para responder a perdas e danos em países em desenvolvimento vulneráveis às mudanças climáticas.
O apoio fornecido pelo fundo pode ser para responder a perdas e danos econômicos e não econômicos associados aos efeitos adversos das mudanças climáticas. Isso pode incluir financiamento complementar para ações humanitárias tomadas após desastres associados a eventos climáticos extremos, financiamento para recuperação, reconstrução ou reabilitação.
O fundo também pode fornecer suporte para o desenvolvimento de planos de resposta a perdas e danos; abordar dados e informações climáticas insuficientes; e promover a mobilidade humana equitativa, segura e digna na forma de deslocamento, realocação e migração em casos de perdas e danos temporários ou permanentes.

## História
Durante a Conferência das Nações Unidas sobre Mudanças Climáticas de 2022 (COP 27), realizada em Shar el-Sheikh, Egito, foi aprovada a ideia de financiar "perdas e danos" devido às mudanças climáticas por meio da criação de um fundo especial. Este primeiro acordo reconheceu a necessidade de financiamento de várias fontes para fornecer apoio aos países em desenvolvimento, particularmente aqueles mais vulneráveis aos efeitos das mudanças climáticas, na gestão e compensação de danos associados à crise, como secas, inundações, elevação do nível do mar e outros desastres naturais.
Naquela época, nenhuma decisão foi tomada sobre quem deveria contribuir para o fundo, de onde o dinheiro viria ou quais países específicos seriam beneficiados. Portanto, foi criado um Comitê de Transição sobre a implementação dos novos acordos de financiamento e do fundo para gerar recomendações para consideração e adoção. Especificamente, este comitê deveria:
- Estabelecer os arranjos institucionais para o fundo de perdas e danos, incluindo sua modalidade, estrutura, governança e termos de referência;
- Definir os elementos dos novos mecanismos de financiamento;
- Identificar e expandir fontes de financiamento;
- Garantir a coordenação e complementaridade com os mecanismos de financiamento existentes.[5]

O Comitê de Transição se reuniu cinco vezes durante 2023 e incluiu todas as suas recomendações no documento "Operacionalização dos novos acordos de financiamento para resposta a perdas e danos e o fundo estabelecido no parágrafo 3 das decisões 2/CP.27 e 2/CMA.4 " (tradução livre do inglês). Entre outras coisas, o Comitê de Transição recomendou convidar o Banco Mundial para servir como anfitrião e guardião do fundo por um período provisório de quatro anos.
Em novembro de 2023, a COP 28 em Dubai, Emirados Árabes Unidos, começou com um acordo sobre o lançamento do Fundo de Resposta a Perdas e Danos. A União Europeia, o Reino Unido e os Estados Unidos, entre outros países, anunciaram contribuições imediatas para o novo fundo, totalizando cerca de US$ 400 milhões. Até o final da COP 28, o fundo já havia comprometido US$ 661 milhões.
Por fim, durante uma cerimônia realizada na COP 29 em Baku, ocorreu a assinatura do Acordo de Tutela e do Acordo da Sede da Secretaria entre o Conselho do Fundo de Resposta a Perdas e Danos e o Banco Mundial, bem como o Acordo do País Anfitrião entre o Conselho do Fundo e o país anfitrião do Conselho do Fundo, as Filipinas. Com isso, o Fundo está pronto para aceitar contribuições e espera-se que comece a financiar projetos em 2025.
Em março de 2025, os Estados Unidos anunciaram sua retirada do fundo, conforme determinado por seu presidente Donald Trump.

## Organização
O Conselho do Fundo de Resposta a Perdas e Danos é composto por 26 membros das Partes da Convenção-Quadro das Nações Unidas sobre Mudança do Clima e do Acordo de Paris, que são nomeados de acordo com a seguinte representação geográfica:
- 12 membros de países desenvolvidos;
- 3 membros dos Estados da Ásia e do Pacífico;
- 3 membros de Estados africanos;
- 3 membros de Estados da América Latina e do Caribe;
- 2 membros de pequenos estados insulares em desenvolvimento;
- 2 membros dos países menos desenvolvidos;
- 1 membro de um país em desenvolvimento não incluído nos grupos e círculos eleitorais regionais acima.[11]

## Entrada em operação
O Conselho de Curadores do Fundo de Resposta a Perdas e Danos se reuniu pela primeira vez entre 30 de abril e 2 de maio de 2024 em Abu Dhabi, Emirados Árabes Unidos. Durante esta reunião, foram eleitos os copresidentes do Conselho e iniciado o trabalho de definição das modalidades de acesso, instrumentos financeiros e facilidades do Fundo, entre outros.
Conforme recomendado pelo Comitê de Transição, o Conselho recém-formado convidou o Banco Mundial para operacionalizar o Fundo de Resposta a Perdas e Danos como um intermediário financeiro patrocinado pelo Banco Mundial por um período provisório de quatro anos.
A abordagem prevista pelo Banco Mundial implica que ele, como administrador, estabelecerá e administrará um fundo fiduciário para receber e manter fundos fornecidos por doadores e gerenciará esses fundos aguardando instruções do Conselho do Fundo de Resposta a Perdas e Danos.  As contribuições podem ser recebidas de uma ampla variedade de fontes, incluindo doações e empréstimos com condições favoráveis de fontes públicas, privadas e inovadoras.
O Conselho do Fundo será responsável por selecionar as entidades implementadoras elegíveis para receber financiamento, com base em critérios estabelecidos pelo Conselho. Os selecionados deverão ser países em desenvolvimento particularmente vulneráveis aos efeitos adversos das mudanças climáticas, que poderão acessar os recursos do fundo diretamente, por meio de governos nacionais e por meio de entidades subnacionais, nacionais e regionais ou em associação com entidades credenciadas a outros fundos, como o Fundo de Adaptação, o Fundo Mundial para o Meio Ambiente ou o Fundo Verde para o Clima. Eles também poderão acessar pequenas doações que apoiam comunidades, povos indígenas e grupos vulneráveis e seus meios de subsistência.
O Conselho do Fundo de Resposta a Perdas e Danos também decidirá sobre alocações de financiamento e a conclusão de acordos de financiamento com os beneficiários, definindo os termos e condições do financiamento. As transferências diretas para as entidades beneficiárias, conforme instruções do Conselho, serão feitas pelo Banco Mundial.